# Caravia
Caravia là một đô thị trong cộng đồng tự trị của Công quốc Asturias, Tây Ban Nha.

## Nhân khẩu
|                                                                         |
| By: Instituto Nacional de Estadística de España - grafics for Wikipedia |